# Stephaniviertel

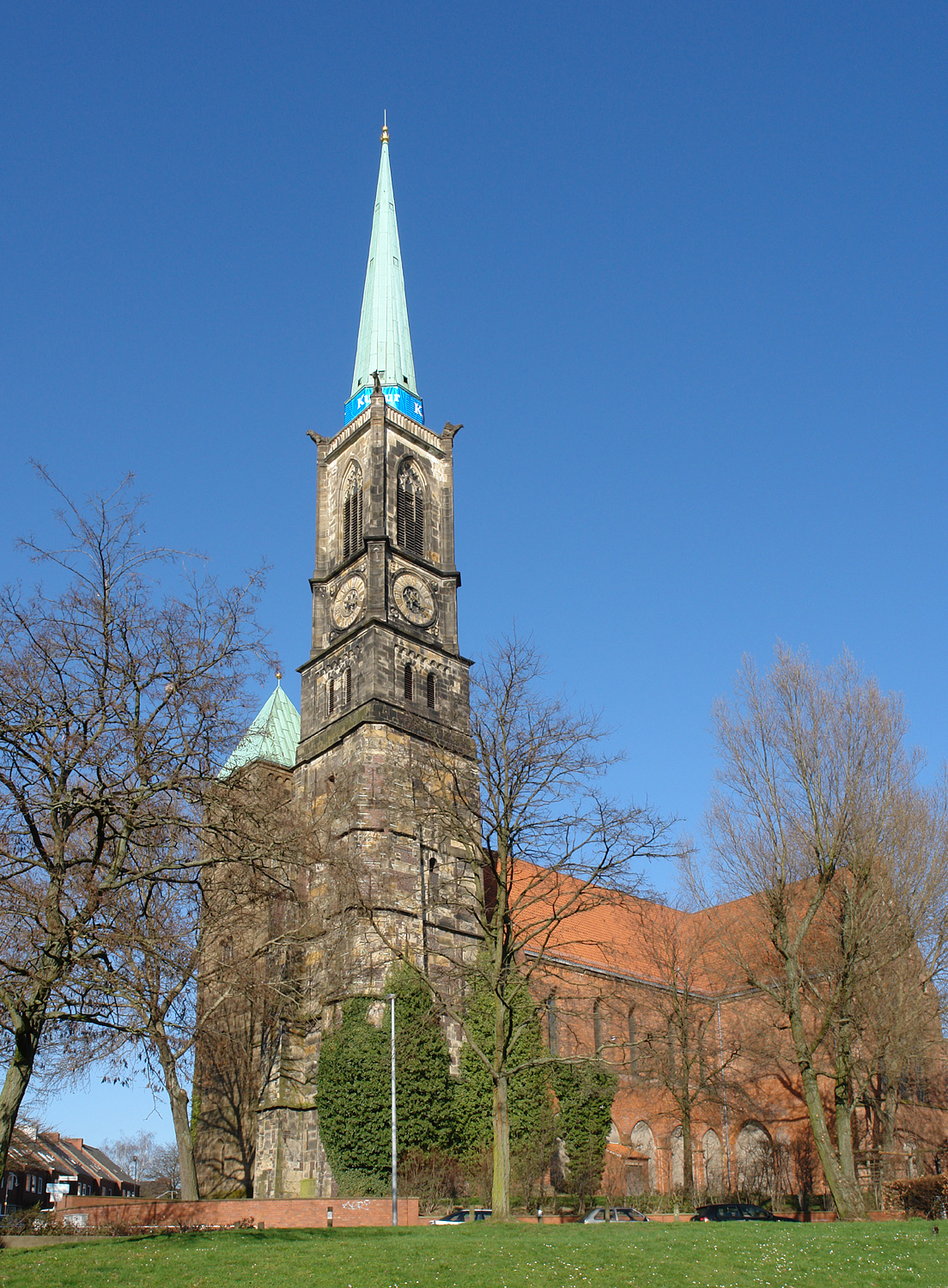
Namensgebende Stephani-Kirche

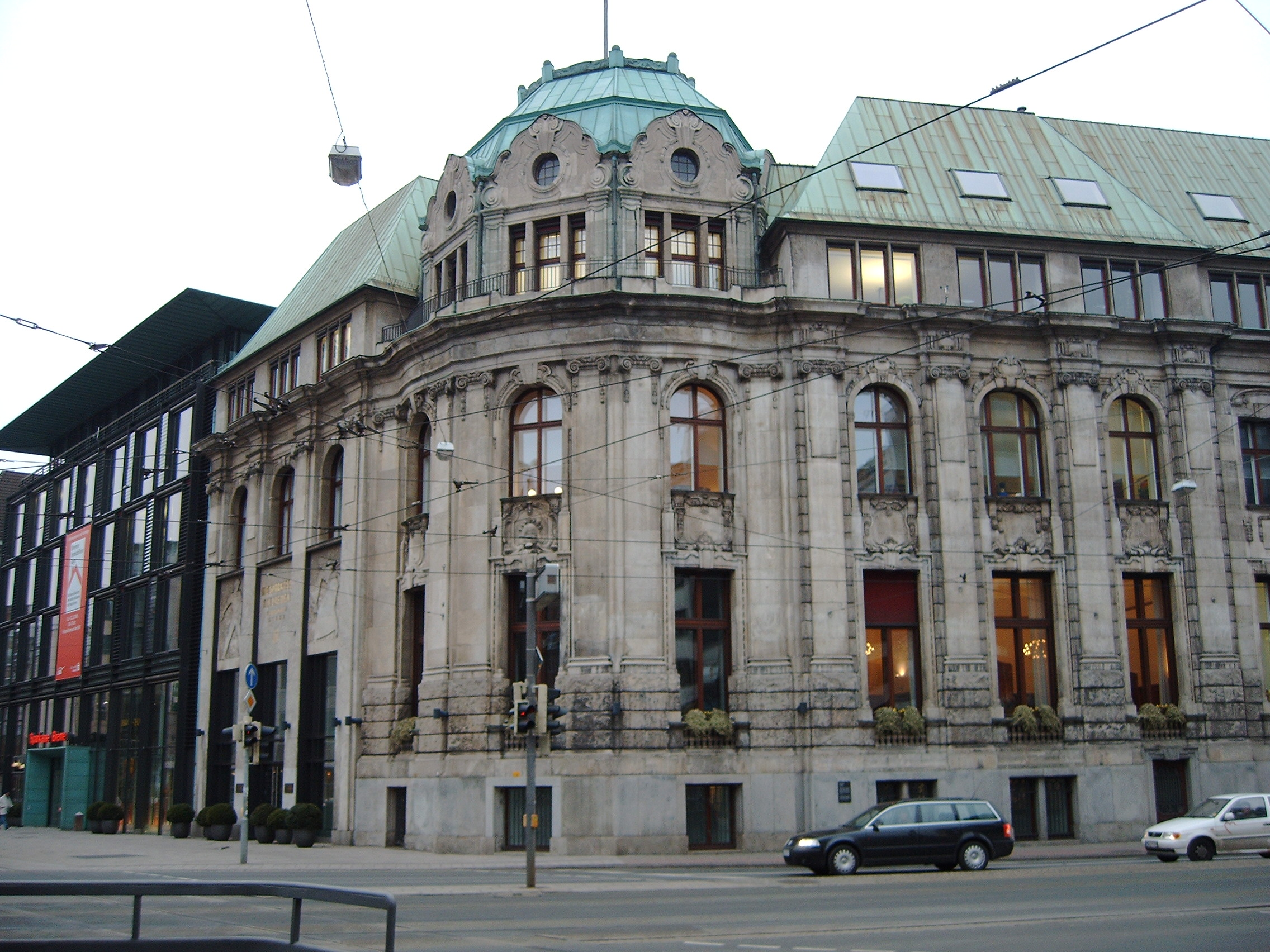
Sparkasse am Brill, am Übergang vom Zentrum ins Stephaniviertel

Das Stephaniviertel, auch seltener Steffensstadt oder Faulenquartier genannt, bildet den Westen des Ortsteils Altstadt im Bremer Stadtteil Mitte. Es ist umschlossen von den Wallanlagen im Westen und Norden, der Bürgermeister-Smidt-Straße im Osten und der Weser im Süden. Die Ostgrenze der historischen Steffenstadt entspricht den Straßen Fangturm, Wenkenstraße und Hankenstraße, die annähernd den Verlauf der alten Bremer Stadtmauer markieren.

## Faulenquartier

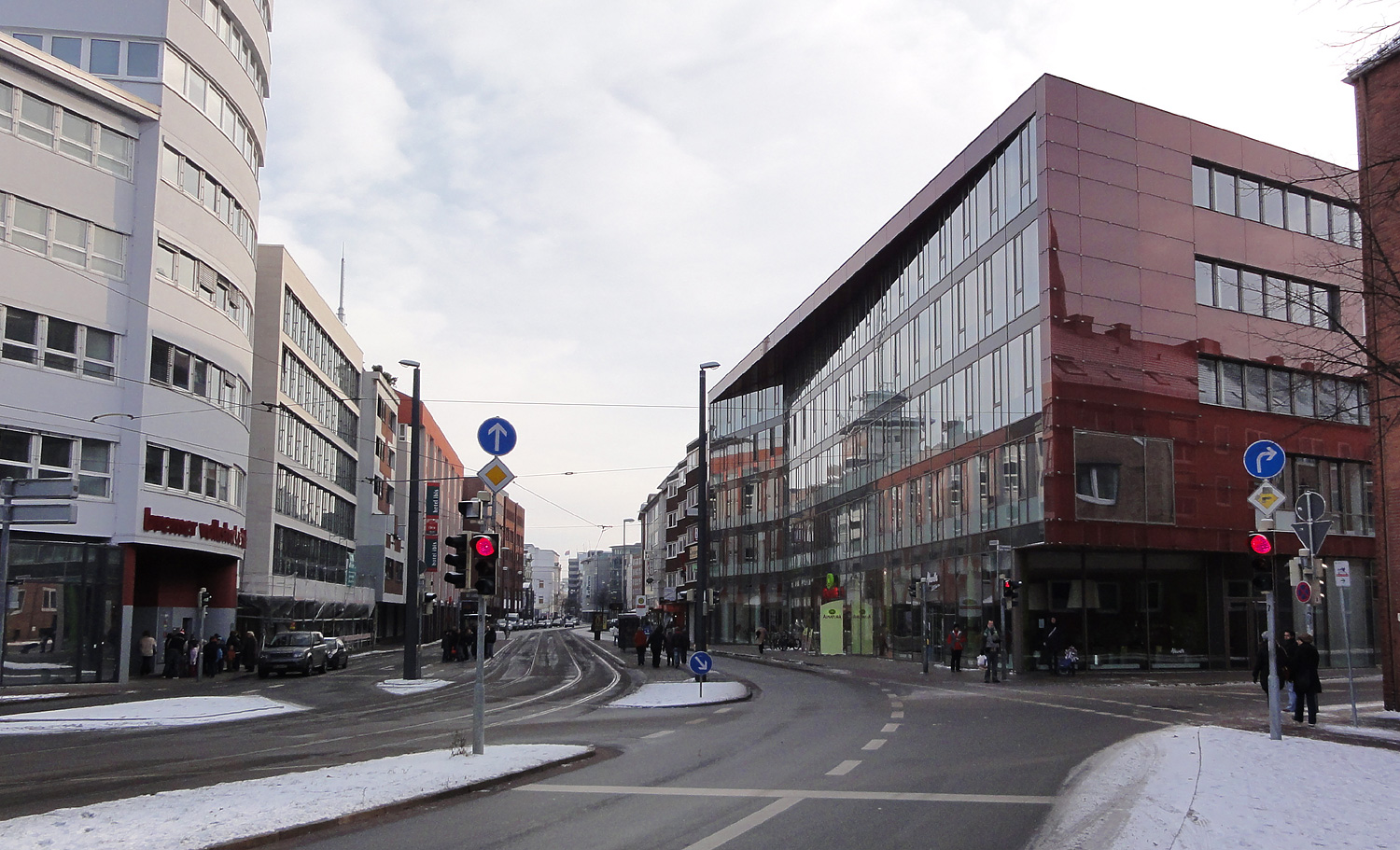
Die Faulenstraße Richtung Brill. Links Kaufhaus Bamberger, rechts das Stephani-Haus von Radio Bremen

Die Faulenstraße durchquerte das Stephaniviertel die Steffenstadt in Ost-West-Richtung. Sie war über die Hafenstraße mit dem Freihafengebiet verbunden. Der Bremer Volksmärchen-Schriftsteller Friedrich Wagenfeld siedelt seine Legende der Sieben Faulen hier an. Ihre Häuser sollen die Tagediebe an die von ihnen befestigte Faulenstraße gebaut haben. Historisch jedoch bezeichnet der Straßenname im Mittelalter eine schmutzige, ungepflasterte Straße.

## Geschichte

### Eisenzeit
Neben der ehemaligen Turnhalle der abgerissenen Stephanischule, dort, wo 1524 eine hölzerne Befestigung errichtet wurde, die Wichelnburg (‚Weidenburg‘), fand sich eine Münze des Tetrarchen Maximianus Herculius aus dem Jahr 305.

### Entstehung
Als Bremen noch eine unbefestigte Marktsiedlung war, gründete Erzbischof Adalbert I. 1050 eine Priorei (hier im Sinne von kleinem Kloster) des Heiligen Stephan auf einer nordwestlich der Siedlung gelegenen Düne, die fortan lateinisch mons sancti Stephani, deutsch Steffensberg genannt wurde. Neunzig Jahre später hatte sich die städtische Siedlung bis dorthin ausgedehnt, aber die Priorei war anscheinend eingegangen. Nun beauftragte Erzbischof Adalbert II. 1139 das Willehadikapitel, hier eine Pfarrei für den Westen der städtischen Siedlung und die nahen Dörfer Utbremen und Walle einzurichten. Das Stephanikirchspiel ist also nach dem später geteilten von St. Veit/Liebfrauen das zweitälteste der Bremer Altstadt. Die Bremer Bürger verpflichteten sich zum Bau der Kirche, von der wohl noch Teile der Westwand erhalten sind. Diese erste Stephanikirche brannte im 13. Jahrhundert ab und wurde unter Gerhard II. durch eine größere ersetzt, von der noch Chor und Querschiff der heutigen stammen.
Als Mitte des 12. Jahrhunderts Bremen eine Stadtbefestigung erhielt, blieb zunächst der größte Teil des Stephaniviertels außen vor, weil die nahe seiner Südostgrenze in die Weser mündende Kleine Balge schwer zu übermauern war und gleichzeitig eine natürliche Verteidigungslinie für den größeren Teil der städtischen Siedlungsfläche bot.
Nachdem 1229 das Liebfrauensprengel in drei Pfarreien unterteilt worden war, wurde der Bremer Rat so gewählt, dass jeder der vier Pfarrbezirke die gleiche Anzahl von Ratsherren (zumeist neun) und einen der vier Bürgermeister stellte.

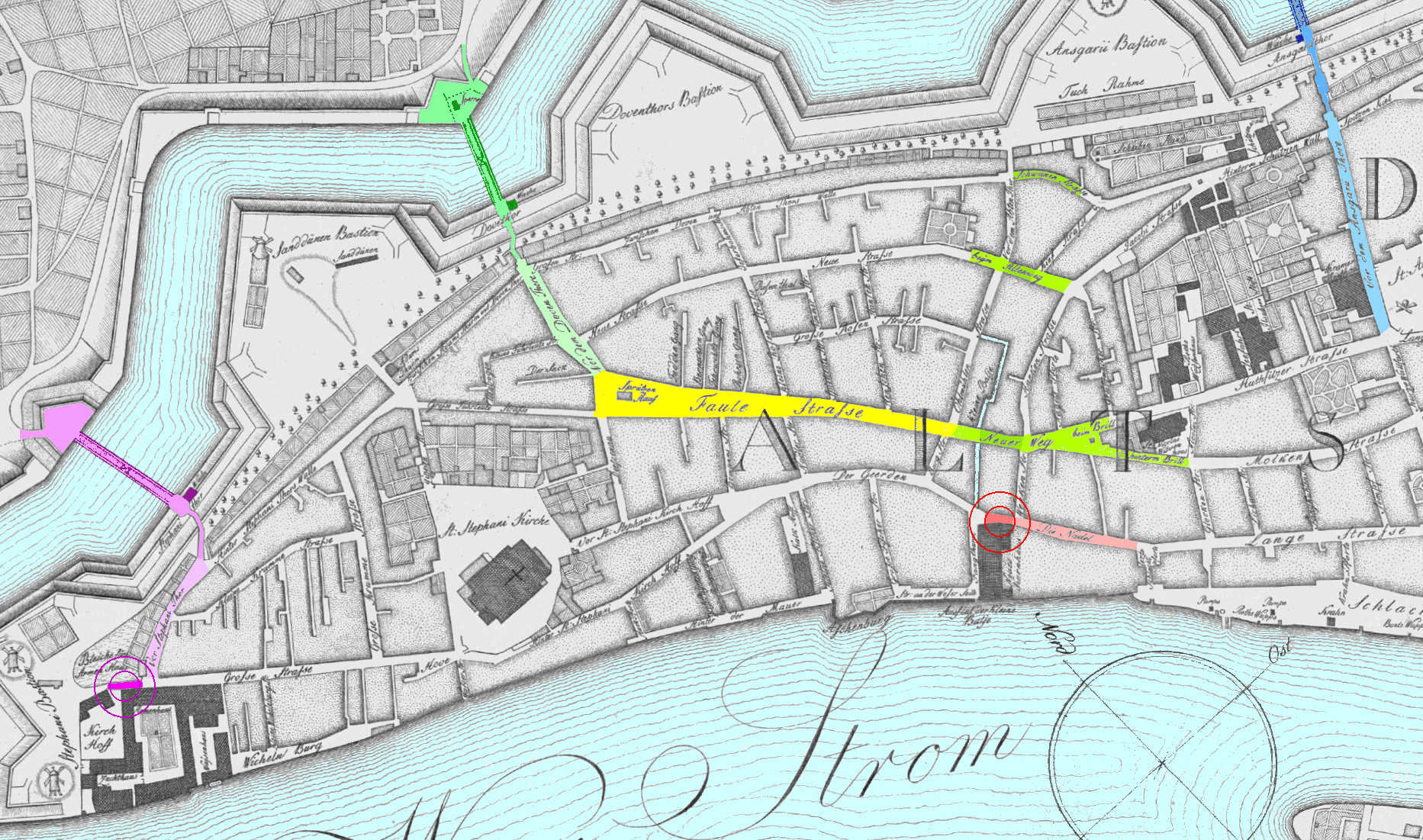
Murtfeldt/Tischbein 1796:
Straßennetz noch dasselbe wie um 1600: gelb = Faulenstraße,
gelbgrün = 1550 für den Wagenverkehr geöffnete Verbindungen.
Stadttore durch klassizistische Wachhäuser ersetzt:
intensiv eingefärbt = Torwege,
blass = zu den jeweiligen Toren führenden Straßen,
rot = die Natel, um 1660 abgerissen,
angrenzend an der Weser das Neue Kornhaus,
kräftig pink = Torweg des mittelalterlichen Stephanitors

Erst im 14. Jahrhundert wurde das Stephaniviertel in die Stadtbefestigung einbezogen. Belegt ist ein Baubeginn von 1307, wo die „stadtmure begundt umme sunte Steffens“. Eine Schwachstelle hatte die neue Mauer am Schwanengatt, der landseitigen Eintrittsstelle der kleinen Balge.
Deshalb blieb die vorhandene Mauer zwischen Altstadt und Stephaniviertel, im Bereich Fangturm, Hankenstraße bis Jakobistraße, aus Sicherheitsgründen bis ins 16. Jahrhundert bestehen. Beide Stadtteile waren nur über ein Tor miteinander verbunden, die Natel im Verlauf der Langenstraße, die in der Stephanistadt bis heute Am Geeren heißt. Dazu gab es drei selbst für Fußgänger enge Pforten, am bekanntesten der Brill von der Hutfilterstraße zur Faulenstraße.
Noch bis 1471 wurden „unser stad muren“ (die alte Mauer) und der „stadmuren umme sunte Stephans“ im Bremer Stadtrecht und zahlreichen anderen Dokumenten getrennt erwähnt. Andererseits unterscheidet die Kundige Rolle schon 1450, also über hundert Jahre vor dem Fall der trennenden Mauer, nicht mehr zwischen Toren des alten und denen des neuen Teils der Außenmauer. Und wie auch aus der Vertretung des Stephaniviertels im Rat ersichtlich ist, hatten seine Bewohner das volle Bürgerrecht, im Gegensatz zu denen der Vorstädte beim St.-Paul-Kloster, beim St.-Remberti-Hospital und bei St. Michaelis.
1524 wurde die Wichelnburg (‚Weidenburg‘), eine hölzerne Festung errichtet, um den exponierten Stadtteil zu schützen.

### Industrialisierungsfolgen, Verkehrsschneisen (Mitte 19. Jahrhundert bis 1939)
Durch den Bau des Weserbahnhofs und der Bahnstrecke nach Oldenburg verschwanden große Teile der Stephanibastion. Die Eisenbahnbrücke begann direkt neben dem alten Bremer Armenhaus. Gegen Ende des Jahrhunderts lag das Stephaniviertel an der Nahtstelle zwischen der Altstadt und den modernen Bremer Seehäfen mit den angrenzenden Arbeiterquartieren im Bremer Westen. Das baufällig gewordene überwiegend spätgotische Langhaus der Stephanikirche ersetzte der Hannoversche Architekt Conrad Wilhelm Hase 1890 durch eine neoromanische Basilika.
Das Stephaniviertel war vor dem Zweiten Weltkrieg ähnlich eng und kleinteilig wie das Schnoor-Viertel bebaut. Noch bestanden das Neue Kornhaus von 1591 am Ende der Langenstraße, die hohen Packhäuser und die kleine „Gaststätte zum Stephani“ in der Großenstraße, das alte Focke-Museum am äußersten Ende des alten Viertels, die „Wichelnburg“ an der Weser, die Kolonialwarenhandlung „A.H. Michael“ an der Ecke der Kleinen Krummenstraße/Stephanitorwall, das „Krumme Viertel“ mit seinen engen Gassen, die Polizeiwache 5 in der Knoopstraße und die Gebäude der Bremer Volkszeitung und des SPD-Parteibüros zwischen Geeren 6 bis 8 und Weser.
Ein Teil der alten Häuser fiel bereits der Stadtsanierung und dem Straßenbau in den 1930er-Jahren zum Opfer; dazu gehörte auch das alte Amtsfischerhaus aus dem Jahre 1650.
Mit der 1936 eröffneten dritten Straßenbrücke über die Weser in Bremen, der Vorgängerin der heutigen Stephanibrücke, zerschnitt deren östliche Zuwegung die Häuserblöcke in der Nähe des Stephanitors.

### Zerstörung im Zweiten Weltkrieg und Nachkriegszeit

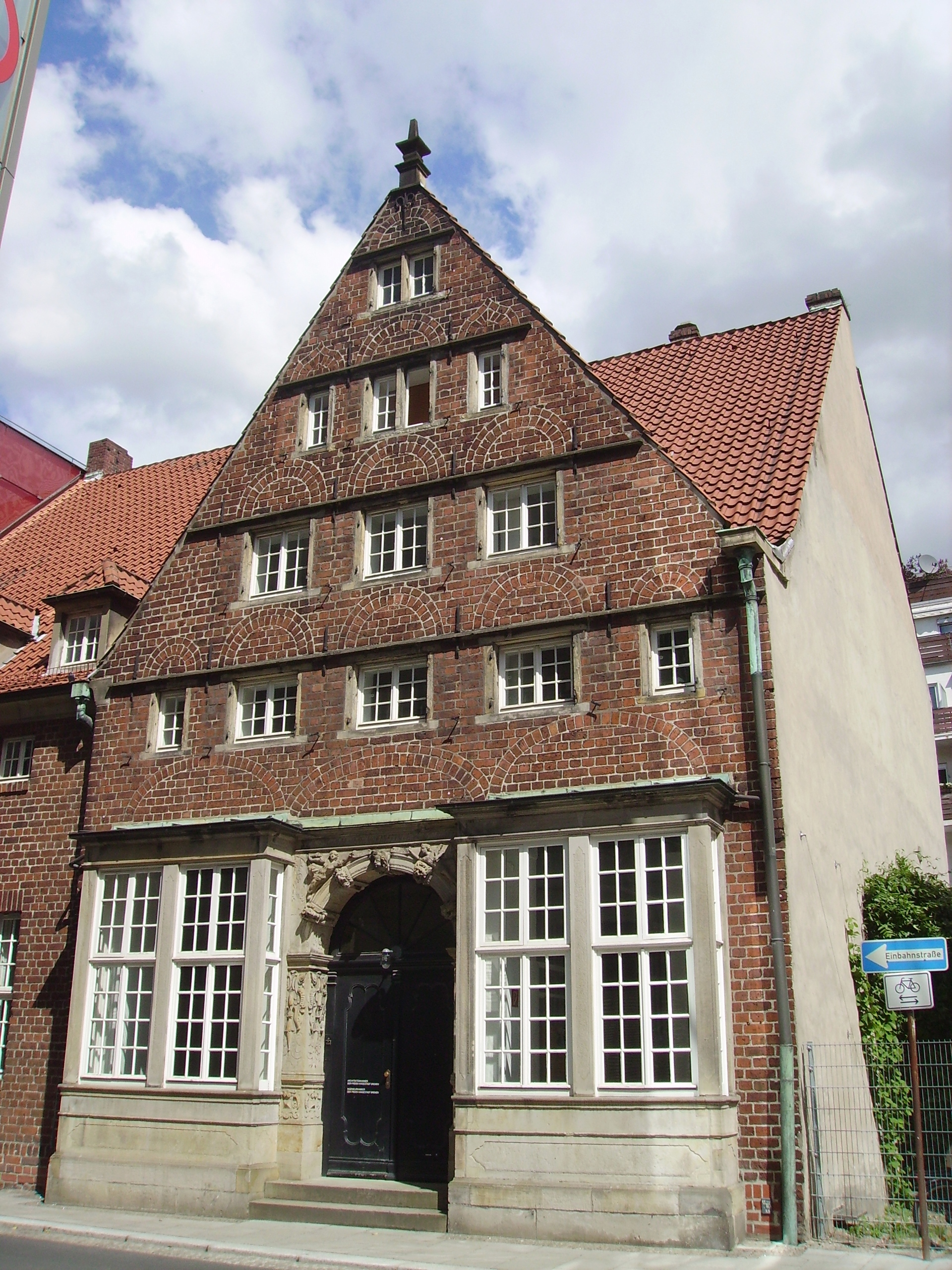
Haus der Architektenkammer, Geeren 41

Bei den Luftangriffen auf Bremen wurde das Stephaniviertel fast vollständig zerstört, unter anderem auch St. Stephani und das Focke-Museum. Wenige Häuser wie das prächtige Giebelhaus von um 1625 Am Geeren 41, heute das Haus der Architektenkammer, blieben erhalten.
Der Wiederaufbau des Viertels erfolgte in den 1950er-Jahren in ähnlicher Gestalt und wie in der benachbarten Vorstadt Utbremen. Es entstanden Mehrfamilienhäuser mit vier und mehr Geschossen und zweigeschossige Reihenhäuser, nicht vom Typ des Bremer Hauses. Es ist das größte Wohngebiet in der Altstadt. Beim Wiederaufbau die Stephanikirche, 1947 bis 1959 Plänen von Arthur Bothe, wurde die Silhouette beinahe wiederhergestellt, ebenso die frühgotischen Teile im Osten, aber das Langhaus wurde unter äußerlicher Beibehaltung des Stils jedoch ohne Südschiff, ohne Gewölbe und mit veränderter Raumnutzung der Kirchengemeinde übergeben.
Der Übergang zu den Häfen wurde in den 1960er-Jahren durch den Neubau einer Hochstraße (Stephanibrücke, Verkehrsknoten Nordwest) abgeschnitten. Hierdurch und durch die Barrierewirkung der Hauptverkehrsachse Bürgermeister-Smidt-Straße rückte das Stephaniviertel in den folgenden Jahrzehnten zunehmend in eine Randlage. Einzelhandelsbetriebe wanderten in Richtung Zentrum ab oder schlossen. Infolge des demografischen Wandels in Deutschland wurde die in den 1970er-Jahren erbaute Grundschule 2007 geschlossen.

### Strukturwandel um die Jahrtausendwende

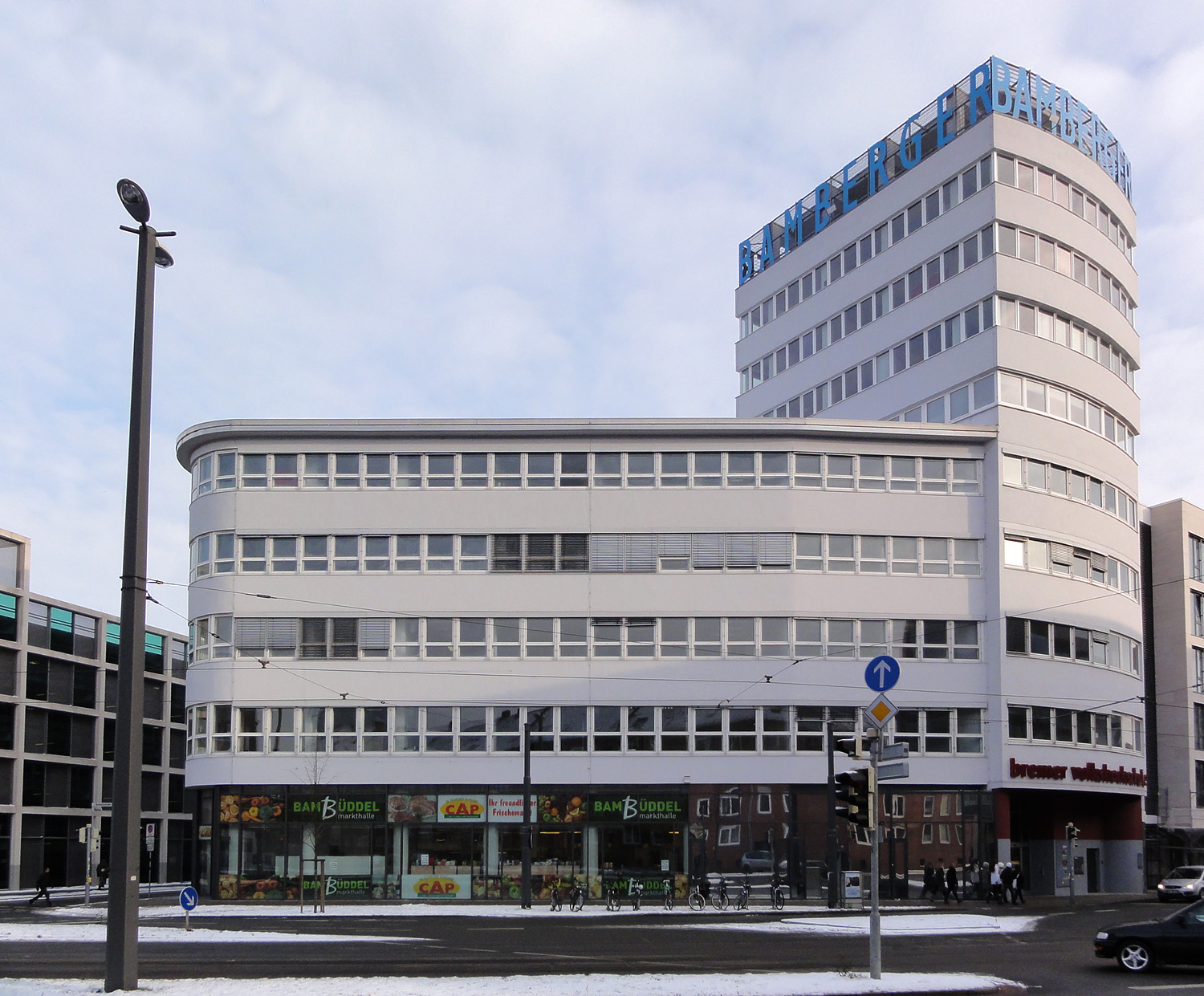
Kaufhaus Bamberger

Im Zuge des Stadtentwicklungsvorhabens Überseestadt erhielt das Stephaniviertel mit der Eduard-Schopf-Allee wieder direkte Verkehrsverbindungen zum Hafengebiet, auch per ÖPNV. Fußgänger und Radfahrer erreichen die Überseestadt auch über die neu ausgebaute Weserpromenade.
Um das Stephaniviertel wieder zu beleben und aufzuwerten, wurden neue Betriebe und Einrichtungen angesiedelt. So ist 2007 Radio Bremen dorthin umgezogen und die Volkshochschule in das von 1927 bis 1928 durch Julius Bamberger errichtete und 2006 grundsanierte Kaufhaus Bamberger. Das Stephaniviertel Entwicklungskonzept (siehe Literatur) sieht weitere Gewerbeansiedlungen und eine Stärkung der Wohnnutzung in dem Gebiet vor. Die Entwicklung wird von ansässigen Unternehmen und Institutionen intensiv begleitet.

## Struktur
Die Straße Am Wall ist eine Hauptverkehrsachse mit geschlossener Bebauung überwiegend für Wohnzwecke auf der Südseite. Hier endet der bebaute Bereich des Stephaniviertels; nördlich schließen sich die Wallanlagen an. Der Straßenzug Doventorstraße, Faulenstraße und Am Brill ist viel befahren und vorwiegend von Geschäftshäusern gesäumt, die oftmals in den oberen Etagen Wohnungen enthalten. Auch die Häuser in den Straßen beiderseits der Faulenstraße werden für Wohnungen und Gewerbebetriebe genutzt. Rund um die Stephanikirche befindet sich ein ruhigerer Bereich mit Reihenhäusern und Etagenwohnungsbauten.
Am Brill befindet sich die Hauptverwaltung der Sparkasse Bremen in einem sehenswerten Jugendstilgebäude der Sparkasse am Brill. Der angrenzende Bereich wird von großen Dienstleistungsunternehmen, insbesondere von Versicherern und von der Telekom, genutzt.

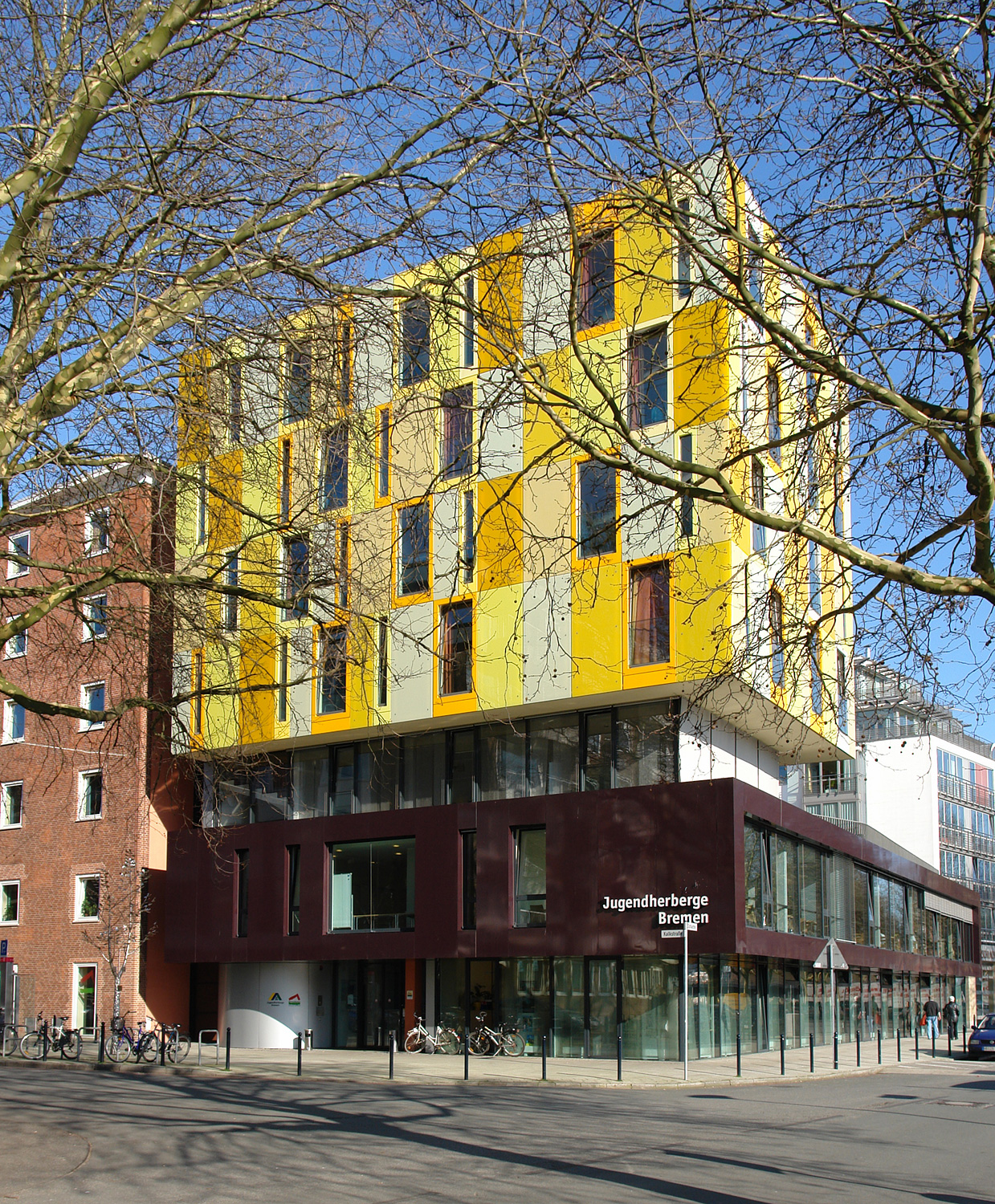
Jugendherberge Bremen

Verschiedene Hotels und Hostels, die Jugendherberge Bremen als Haus der Jugend in der Kalkstraße und das Seemannsheim bieten Übernachtungsmöglichkeiten. Gastronomiebetriebe findet man vielfach im Stephaniviertel mit Schwerpunkten an der Weser und in der Hankenstraße.
Die Schlachte mit ihrer Verlängerung zur Überseestadt, der Focke-Garten und die Wallanlagen laden zum Bummeln und Verweilen ein.
Auf dem Parkplatz an der Straße Fangturm findet freitags ein Bauernmarkt statt.
Die Kaffeerösterei August Münchhausen  röstet Kaffee im traditionellen Langzeitverfahren im Trommelröster und bietet Führungen an.
Die Zentrale der Bremer Volkshochschule im Bamberger bietet neben den Bildungsmöglichkeiten einen Rundumblick von der Aussichtsplattform im neunten Obergeschoss, die während der Öffnungszeiten zugänglich ist. Auf dem Rückweg kann man das Treppenhaus benutzen und dabei die Dauerausstellung Bamberger – Auf den Spuren eines wechselvollen Lebens besichtigen.
Infolge der verminderten Mitgliederzahl der evangelischen Gemeinde St. Stephani bietet der kleine Gottesdienstraum im Nordschiff der Kirche ausreichend Platz. Um die große Kirche mit Längsschiff, Vierung und Orgelempore angemessen zu nutzen, entstand 2007 als Projekt der Bremischen Evangelischen Kirche die Kulturkirche St. Stephani mit einem vielfältigen kulturellen Programm.
Die Bremer Seemannsmission in der Straße Jippen war bis 2017 im Stephaniviertel ansässig. Auf diesem Grundstück mitten im Viertel entsteht aktuell ein Wohnbauprojekt.
Die Straßenbahnlinien 2 und 3 und die Buslinie 25 führen durch die Faulenstraße mit den Haltestellen Radio Bremen/Volkshochschule und Am Brill. Die Buslinie 20 befährt die Straße Am Wall mit den Haltestellen Am Wall und Doventorstraße. Die Haltestellen Am Wall und Am Brill werden von weiteren Bus- und Straßenbahnlinien bedient.

### Bauwerke
- Stephani-Kirche vom 13. Jahrhundert, gotisch,  Kulturdenkmal 1172
- Architektenhaus von 1625, Geeren 41, Renaissance, Kulturdenkmal 0424
- Drogerie Zinke von um 1790, Faulenstraße 17, Barock und Rokoko, Kulturdenkmal 0328
- Sparkasse Bremen von 1882 und 2001, Anbau von 1980, Am Brill 1-3
- Kaufhaus Bamberger von 1928, 2006 erneuert
- Jugendherberge Bremen von 1953 und 2005

### Denkmäler
- Der Rufer von 1967, Entwurf: Gerhard Marcks, seit 2007 an der Weser bei den Radio-Bremen-Gebäude, Hinter der Mauer 7.
- Das Affentor von 2007, Am Brill, Entwurf: Jörg Immendorff.
- Das Loriot-Sofa aus Bronze von dem Bildhauer Herbert Rauer aus Osnabrück, seit 2013 vor dem Eingang des Sendezentrums Radio Bremen an der Diepenau.